# Lamar Johnson
Lamar Johnson (Canadá, 18 de julio de 1994), es un actor y bailarín canadiense. Es conocido por interpretar a West en la serie The Next Step.

## Biografía
Johnson nació en Canadá el 18 de julio de 1994. En 2003 aparece como bailarín en el cortometraje All I Wanna Do Is Just Have Some Fun. En 2008 debuta en televisión como bailarín junto a dos más (Brianna Andrade-Gomes y Shemar Charles) en Pop it!. En 2011 realiza un cameo en la serie de televisión Covert Affairs e interpreta a Isaac en el cortometraje Parkdale. En el año 2012 aparece en el primer capítulo de la serie de televisión La tapadera y en el cortometraje Liar como Nick. En ese mismo año aparece en un episodio de Degrassi: la nueva generación como Niner, en uno de la serie Rookie Blue interpretando a Tyler Markes y en la película Home Again. Un año después aparece en el corto Cuffed. En el año 2015 aparece en un episodio de Saving Hope interpretando a Harry, coprotagoniza la película Full Out con Trevor Tordjman, con el que protagoniza la serie The Next Step. En 2023, protagonizó el quinto capítulo de la primera temporada de la serie de HBO, The Last of Us dando vida al personaje de Henry.

## Filmografía

### Televisión
- Pop It! (2008)
- Covert Affairs (2011)
- La tapadera (2012)
- Degrassi: la nueva generación (2012)
- Saving Hope (2015)
- The Next Step (2013-2019)
- The Last of Us (2023)

### Películas
- All I Wanna Do Is Just Have Some Fun (2003)
- Parkdale (2011)
- Liar (2012)
- Home Again (2012)
- Cuffed (2013)
- Full Out (2015)
- The Hate U Give (2018)
- Dark Phoenix (2019)
- Violet y Finch (2020)